# بانیووانگی
بانیووانگی (اندونزیایی: Banyuwangi Regency) شهری در استان جاوه شرقی کشور اندونزی است. جمعیت این شهر بر اساس سرشماری سال ۱۹۹۰ میلادی، ۸۹٫۸۷۷ نفر و بر اساس سرشماری سال ۲۰۰۰ میلادی، ۱۰۲٫۴۲۲ بوده که در سال ۲۰۰۷ میلادی به ۱۱۰٫۳۱۳ نفر افزایش یافته‌است.